# جاك هلبرن
جاك هَلبٍرن (بالإنجليزية: Jack Halpern)‏ ( يابانية: 春遍雀來, ハルペン・ジャック) هو مُعجمي مقيم في اليابان، ومتخصص في الحروف الصينية خاصةً الكانجي. يشتهر بكونه رئيس التحرير لقاموس كودانشا لتعليم الكانجي (Kodansha Kanji Learner's Dictionary) ومبتكر طريقة سكيب (SKIP) لفهرسة الكانجي. هالبرن أيضًا ممارس لركوب الدراجة الأحادية، وقام بإنشاء النادي الياباني للدراجات الأحادية (Japan Unicycle Club, JUC) مما ساهم في انتشار تلك الرياضة في اليابان، وأيضًا كان المؤسس والرئيس للمنظمة العالمية لركوب الدراجات الأحادية (International Unicycling Federation).
يعيش هالبرن حاليًا في سايتاما باليابان.
- وُلد هالبرن سنة ١٩٤٦ بألمانيا.
- في اليابان، يُعرف هالبرن بمشاركاته المتعددة في المؤتمرات والندوات العامة. وقام أيضًا بنشر مقالات دورية في مجلات ودوريات يابانية، وظهر في العديد من اللقاءات التلفزيونية. قام كذلك بإلقاء المئات من المحاضرات العامة عن علم المعاجم، وتعلم اللغات، والعديد من المواضيع المتعلقة باللغات والثقافة.
- يشتهر هالبرن بمعرفة الكثير من اللغات، ويتحدث ١٢ لغةً منها: الإنجليزية، اليابانية، البرتغالية، الإسبانية، الإسبرانتو، العربية الفصحى، العربية الفلسطينية، والفيتنامية. قدرته على القراءة تتضمن أيضا: اللادينو، البابيامينتو، والآرامية.

## CJK Dictionary Institute
هالبرن هو المدير التنفيذي لمؤسسة سي جي كيه للقواميس (CJK Dictionary Institute, CJKI)، التي تتخصص بإعداد القواميس للغات الصينية واليابانية والكورية والعربية وغيرها. من خلال CJKI، نشر هالبرن الكثير من الأدوات المعجمية لمتعلمي اللغات، ومنها كودانشا لتعليم الكانجي (Kodansha Kanji Learner's Dictionary) والقاموس الياباني الإنجليزي الجديد للحروف (New Japanese–English Character Dictionary). بجانب ذلك، قامت CJKI  بتجميع وإنتاج قواعد بيانات واسعة النطاق لمعالجة اللغة الطبيعية، التي تشمل ٥٠ مليون بيانًا من اللغات اليابانية والصينية والكورية والعربية. أعدّت CJKI  أيضًا قواعد معلومات شاملة للعربية الفصحى (ArabLEX) وللهجات العربية المختلفة (DiaLEX)، ومنها العربية المصرية.

## وصلات خارجية
- CJKI home page
- The International Unicycling Federation
- The New Japanese-English Character Dictionary
- The Japan Unicycling Association